# كربونات النيكل الثنائي
 كربونات النيكل الثنائي مركب كيميائي له الصيغة NiCO3 ، ويكون على شكل بلورات خضراء فاتحة.